# Abigail Disney

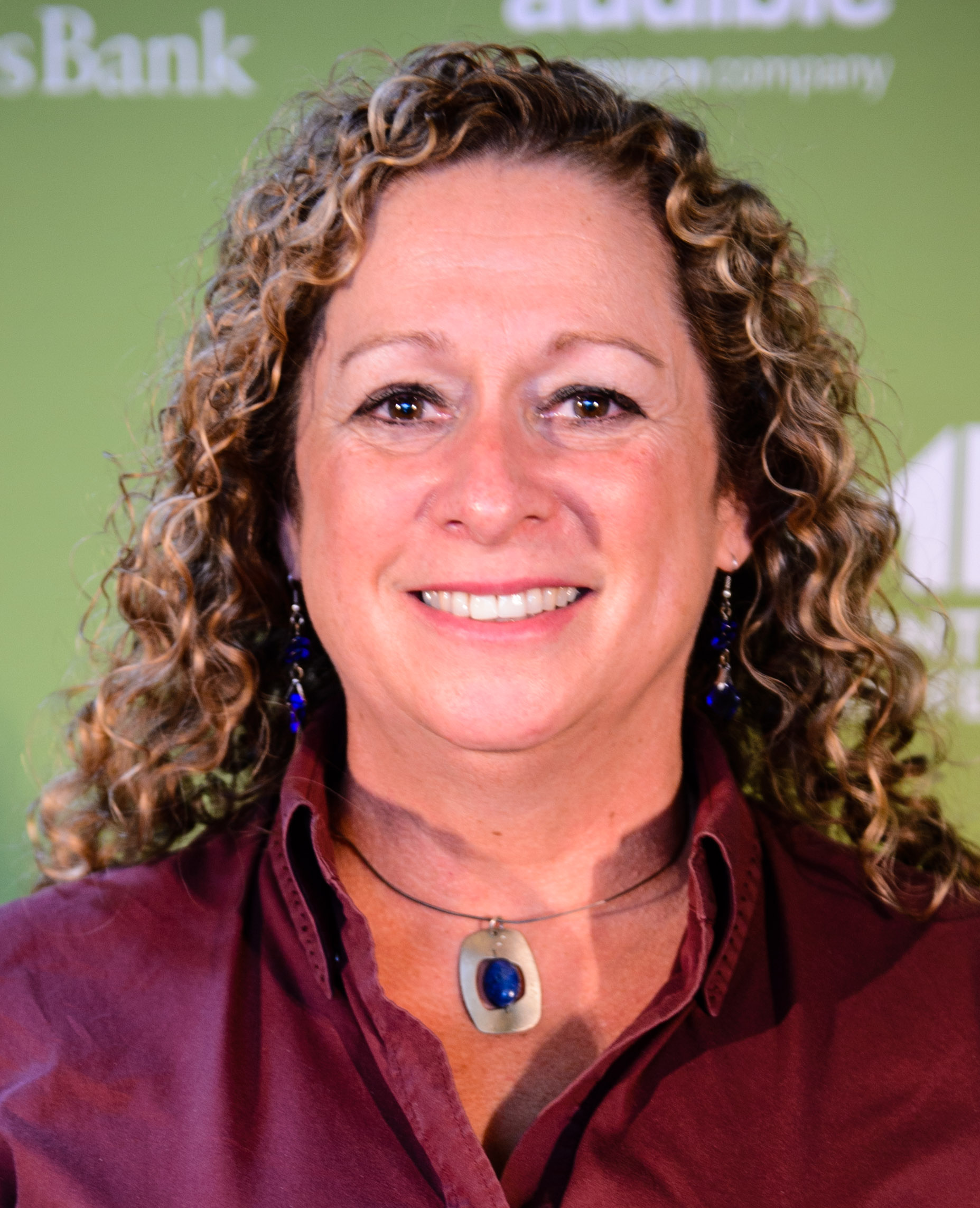
Abigail Disney (2015)

Abigail E. Disney (* 24. Januar 1960 in Los Angeles, Kalifornien) ist eine US-amerikanische Dokumentarfilmerin, Philanthropin und Sozialaktivistin. Sie produzierte den Dokumentarfilm Pray the Devil Back to Hell und ist Executive Producer, Autorin und Regisseurin vom Dokumentarfilm The Armor of Light, der einen Emmy Award für ein herausragendes soziales Thema erhielt.

## Leben und Werk
Abigail Disney wuchs in North Hollywood, Kalifornien auf und schloss ihr Studium an der Yale University (BA), der Stanford University (MA) und der Columbia University (PhD) ab. Sie ist die Tochter von Patricia Ann (geb. Dailey) und Roy E. Disney sowie Enkelin von Roy O. Disney, der zusammen mit ihrem Großonkel Walt Disney Mitbegründer der Walt Disney Company war. Während ihrer Doktorarbeit lehrte Disney englische und amerikanische Literatur am Iona College und schrieb eine Dissertation über die Rolle romantisierter Gewalt im amerikanischen Leben.
Abigail E. Disney machte sich im Filmgeschäft einen Namen mit anspruchsvollen Dokumentationen. Im ersten großen, selbst produzierten Dokumentarfilm Pray the Devil Back to Hell wurde eine Gruppe liberianischer Frauen gezeigt, die mit Sex-Streiks für Frieden in ihrem Land kämpften. Später erhielt sie einen Emmy Award für The Armor of Light, ein Stück über Waffengewalt in den USA.
Als Großnichte von Walt Disney und engagierte Millionenerbin kritisierte sie die Geschäftsleitung und das Management der Walt Disney Company, die 2020 in der Zeit der Covid-19-Pandemie 220.000 Mitarbeiter in den Zwangsurlaub schickten und sich selbst Bonuszahlungen in zweistelliger Millionenhöhe und Dividendenausschüttung in Höhe von 1,5 Milliarden Dollar auszahlen wollten. 
Disney wurde im Juli 2023 bei der Blockade eines Privatjet-Flughafens auf Long Island festgenommen. Gemeinsam mit Aktivisten von mit Letzter Generation und Scientist Rebellion vergleichbarer Gruppen habe sie gegen „Exklusivurlaube wohlhabender Investoren in fossile Brennstoffe und Umweltverschmutzer, die die Klimakrise vorantreiben“ protestieren wollen.
Am Rande des Weltwirtschaftsforums 2025 in Davos haben 370 Millionäre und Milliardäre, darunter Disney höhere Steuern für Superreiche gefordert. Dort stellten Vertreter und Vertreterinnen in einem offenen Brief an die Staats- und Regierungschefs der Welt dar, dass sie mehr Einfluss und Mitspracherecht hätten als andere Menschen, was wiederum eine Gefahr für die Demokratie darstelle.
Disney heiratete 1988 Pierre Norman Hauser und hat vier Kinder. Sie lebt in New York City.